# トナリの悩みの解決人
『トナリの悩みの解決人』（トナリのなやみのかいけつにん）は、日本テレビ系列局（クロスネット局の福井放送も含む）ほかで放送されていた日本テレビ製作のバラエティ番組である。日本テレビ系列局では2003年10月16日から2004年3月4日まで、毎週木曜 19:00 - 19:54 （日本標準時）に放送。

## 概要
2002年9月まで日曜10:55枠で放送されていた『どろぬま仲裁人』と同様に、有名人が視聴者の悩みを聞き、それを解決していくという内容で放送。スタッフも、同番組を担当していた者が何人かいた。
番組後半は日本郵政公社（現・日本郵政グループ）の一社提供だった。そのため、フジテレビ系列のテレビ大分、テレビ宮崎、沖縄テレビでも放送日時を変えた上で放送されていた（テレビ大分とテレビ宮崎については、日本テレビともクロスネットという形での関わりはある）。番組内でサントリーのCMを流していたことがあるが、スポンサークレジットの表示は無かった。

## 出演者

### スタジオ出演者
- 徳光和夫
- 柴田理恵
- 氷川きよし
- 雨上がり決死隊
- 小倉優子

### 解決人
- 赤井英和
- 泉ピン子
- 武田鉄矢
- 小林幸子
- テリー伊藤

## スタッフ
- ナレーション：窪田等、伊倉一恵
- 構成：桜井慎一、堀江利幸、カニリカ、鈴木工務店、近藤祐次
- TM：福王寺貴之
- SW：小林宏義、江村多加司（江村→以前はCAM）
- CAM：鎌倉和由、水梨潤、望月達史
- MIXER：笹川秀男、鈴木詳司
- VE：谷田部昭、佐藤満
- AUD：辻直哉、渋谷誠一
- VTR：外城勇一、小野敏之、舘野真也
- LD：合田憲司、角田信稔、大内一斉
- TK：南田めぐみ
- 美術プロデュース：小野寺一幸
- デザイン：本田恵子
- デザイン監督：栗原純二
- 大道具：土田大介
- 電飾：栗城博行
- 小道具：吉田浩
- 衣装：村上紘美
- 持ち道具：大原理恵
- メイク：坂井淳子
- 技術協力：ヌーベルバーグ、八峯テレビ、コスモスペース
- 美術協力：日本テレビアート
- 編集：関美幸、蹄和行、畠山和枝
- MA：志村武浩
- コーディネーション：松原寛
- リサーチプロデューサー：内藤智子、古杉美香
- リサーチ：タイムテーブル、フォーミュレーション、フリード
- 音効：保苅智子
- 広報：神山喜久子
- デスク：呉羽あゆみ
- 制作協力：Call、スーパープロデュース、創輝、日企
- アシスタントプロデューサー：佐藤理恵、藤松緑、竹下美佐、野津静花
- ディレクター：渡辺浩則、永原啓一、磯田修、加藤宏実、鍛川勇人、千葉晃史、小林景、小澤俊一
- 演出/ディレクター：岩佐直樹、渡辺卓郎、深谷幸弘【毎週1人担当、その他はディレクター】
- 演出：前田直彦、加藤孝司、長野友弘、柳川剛、鴨井義明、丹羽秀樹
- 企画・総合演出：中村博行
- プロデューサー：面高直子／岡崎成美、宇佐見友教、小島俊一、石和富志男
- チーフプロデューサー：桜田和之
- 製作著作：日本テレビ

### 過去のスタッフ
- プロデューサー：竹内尊実